# Драгана Боснић
Драгана Боснић (Бачка Паланка, 20. фебруар 1967) српска је филмска, позоришна и гласовна глумица.

## Биографија
Драгана Боснић Миленковска је рођена 20. фебруара 1967. године у Бачкој Паланци. Глуму је дипломирала на Академији уметности у Новом Саду у класи професора Петра Банићевића. Професионалну каријеру започела је радом у позориштима широм Србије — у Новом Саду, Суботици, Београду, а затим у Републици Македонији — Велесу и у Скопљу, где данас живи и ради. Тренутно је члан ансамбла Народног театра „Јордан Хаџи Константинов – Џинот“ у Велесу. Монодрама „Господ је жив” је њен аутобиографски ауторски пројекат који је као подршку српској заједници у Републици Македонији, подржао град Скопље. Такође је аутор монодраме „Жена са кесом на глави”. Бавила се и синхронизацијом анимираних серија на српски језик за студио Кларион.

## Филмографија
| Год. | Назив                             | Улога                   |
| ---- | --------------------------------- | ----------------------- |
| 1990 | Секс — партијски непријатељ бр. 1 | Омладинка 2             |
| 2006 | Американецот                      |                         |
| 2007 | Превртено                         | Професорка              |
| 2007 | Досие - К                         | Лаборанткиња Лидија     |
| 2009 |                                   | Југословенска полицајка |
| 2010 | Крајот на светот                  | Мајка                   |
| 2015 | Медена ноћ                        | Наде                    |

## Улоге у српским синхронизацијама
| Цртани филм                            | Улога                     |
| -------------------------------------- | ------------------------- |
| Анималија (Кларион)                    | Алегра                    |
| Барби: Феритопија (Кларион)            | Лаверна                   |
| Емили Џоли                             |                           |
| Марта — пас који говори (Кларион)      | Маријела Лоренс, Каролина |
| Мери Кејт и Ешли у акцији              | споредне улоге            |
| Мис Спајдер и дечица из Сунчане долине | Мис Спајдер               |
| Мистерије госпође Малард               | Госпођа Малард            |
| Палчица                                |                           |
| Ти-рекс Експрес                        | Госпођа Птеранодон        |
| Френклин                               | Дабар, Мама корњача       |
| Хорсленд (Кларион)                     | Моли, Калипсо             |
| Чаробне зубне виле                     | споредне улоге            |
| Чаробница Лили                         | споредне улоге            |